# 河西晃祐
河西 晃祐（かわにし こうすけ、1972年 - ）は、日本の歴史学者。東北学院大学教授。

## 経歴
1972年東京都生まれ。1996年に上智大学を卒業し、2004年に上智大学大学院文学研究科史学専攻博士後期課程を修了した。2005年に東北学院大学文学部史学科専任講師を経て、2007年より東北学院大学文学部歴史学科准教授となり 、2013年教授になった。研究テーマは、日本「南方」関係史で、主に大正・昭和期を中心に、当時「南方」と呼ばれていた東南アジアと日本との国際関係史を専門としている。

## 著書
- 『帝国日本の拡張と崩壊』法政大学出版局、2012年
- 『図録 押川方義とその時代』（監修）学校法人東北学院、2013年[3]

## 論文
- 「外務省『大東亜共栄国』構想の形成過程」　（『歴史学研究』798号　2005年）
- 日本交渉と「大東亜共栄圏」問題―井川交渉を中心に―　東北学院大学論集『歴史と文化』東北学院大学学術研究会　2008年
- 「『亜細亜民族運動』と外務省―その認識と対応」（『歴史評論』719号　2010年）
- 「『独立』国という『桎梏』」（『岩波講座　東アジア近現代通史』第6巻岩波書店2011年）